# Урбанкі (Мазовецьке воєводство)
Урбанкі (пол. Urbanki) — село в Польщі, у гміні Беляни Соколовського повіту Мазовецького воєводства.
У 1975-1998 роках село належало до Седлецького воєводства.